# Василеопатор

## Значение
„Василеопатор“ (на гръцки βασιλεοπάτωρ) е съставна дума от „василевс“ и „баща“ и се превежда буквално „баща на василевса“, но следва да се разбира в преносен смисъл – като „тъст на василевса“.

## Произход
Титлата е създадена през 892 г. във връзка с брака на Лъв VI Философ за Зоя Зауца. Нейният баща Стилиан Зауца е малко по-възрастен от императора и негов близък приятел. Той урежда брака на дъщеря си и по случай този брак Лъв учредява титлата василеопатор специално за него. През Х век тази титла е най-висшата в дворцовата йерархия и стои дори пред кесаря.
В качеството си на приятел на императора Стилиан Зауца има огромно влияние върху управлението на империята още от края на 80-те години на IX век, т.е. той властва и без да носи висша титла. Тук следва да се отбележи, че във Византия ранговите титли въобще не носят някаква конкретна власт, разбира се с изключение на кесарската, която исторически е свързана с управлението, въпреки че има случаи, в които длъжността е чисто представителна. Когато става василеопатор, Стилиан получава церемониални привилегии пред кесаря, новелисима и куропалата, но нито властта, нито влиянието му се променят заради титлата.

## Значение
В българската история непрвилно заляга схващането, че че титлата е свързана с някакви настойнически (регентски, опекунски) права. Това разбиране е популярно в България, защото е наложено мнението, че през 913 г. Симеон чрез искането за брак на своя дъщеря с Константин VII цели да получи титлата василеопатор, „която му осигурявала настойничеството над малолетния император, а оттук до трона имало само една крачка“. Оттук се поражда грешната идея, че института на василеопатора е свързана задължително с някаква действителна, реална власт.
Липсата на реална власт ясно личи и от поведението на Роман Лакапин, който през месец май 919 г. жени дъщеря си Елена за младия Константин VII и получава василеопаторския титул, през есента на същата година се обявява за кесар, а през декември 920 г. за съимператор на зет си. Ако титлата василеопатор осигуряваше власт съответна на мястото ѝ, то Роман Лакапин нямаше да се провъзгласява за кесар – би било намаляване на властта. Но той става кесар именно, за да узакони властовото си положение, което василеопаторското достойнство не узаконява (то узаконява само роднинството му с императора).